# Manuel Buceta
Manuel Buceta del Villar (8 de abril de 1808, Portas, Galicia-3 de febrero de 1882, Málaga) fue un brigadier español que ocupó los cargos de gobernador militar de Málaga y Melilla. También estuvo en la Guerra de Santo Domingo y la Primera Guerra Carlista.
Hijo natural de María Buceta del Villar, ingresó como cabo primero en las Milicias populares y participó en la Primera Guerra Carlista como sargento primero, destacándose desde un principio por su talante liberal. En la revolución de 1846 era comandante de la Guardia Civil y en compañía del general Solís marchó hacia La Coruña formando parte de la primera división, integrada por los regimientos provinciales de Gijón y Segovia, un batallón de Infantería de Zamora, una compañía de "Guías de la Libertad", 120 carabineros, 20 caballos y dos piezas de artillería. Pero el levantamiento fracasó y Miguel Solís Cuetos fue fusilado con otros en Carral el 26 de abril, y Buceta huyó disfrazado de mujer a Portugal.
Al año siguiente está en Madrid participando en los movimientos liberales populares que preparaban la revolución de 1848, que dirige, se le acusó en la prensa ("El Católico 9-5 de 1848:5) de haber asesinado al Capitan General de Castilla la Nueva Don José Fulgosio el 7 de mayo de 1848, es detenido y tiene que escoger el camino del exilio, hasta que en 1850 es amnistiado y retorna de nuevo al servicio activo. Tuvo parte muy activa en el pronunciamiento militar de julio de 1854 que determinó el triunfo del Partido Progresista y el regreso de Espartero a España. Buceta es nombrado coronel y es destinado al cargo de Gobernador Militar de la plaza de Melilla. Logró éxitos importantes combatiendo a los rifeños, que lo conocían por el sobrenombre de "Farruco". 
Asciende a brigadier y hasta 1857 permanece como Gobernador Militar de Melilla, luchando al lado del general O'Donnell. Posteriormente pasa a Cuba y luego, como Gobernador de Samaná en la isla Española de Santo Domingo, donde realizó una muy importante labor entre la población indígena. Allí fundó la población "Flechas de Colón", contribuyendo a pacificar la provincia de Santiago de los Caballeros que estaba insurreccionada durante la Guerra de Santo Domingo, desempeñando más tarde el puesto de Cabo segundo de la Provincia de Santo Domingo.
En 1866 regresa a Madrid y, al producirse la Revolución de 1868, Buceta está encarcelado en Peñíscola. Una vez en libertad es de nuevo destinado a Cuba, participando en varios hechos de armas para luego ser nombrado Gobernador militar de Málaga. Cuando se hallaba destinado en Gerona en 1873, fue arrestado por el Capitán general de Cataluña y puesto en libertad a comienzos del año siguiente. En 1879, estando de comandante general del Campo de Gibraltar y destinado a la reserva, tres veces fue propuesto para teniente general, pero dada la perseverancia y ardor con que siempre mantenía sus ideales liberales, su nombre fue rechazado.  
Manuel Buceta del Villar falleció en Málaga, lejos de su Galicia natal, el 3 de febrero de 1882.